# Джакар-дзонг

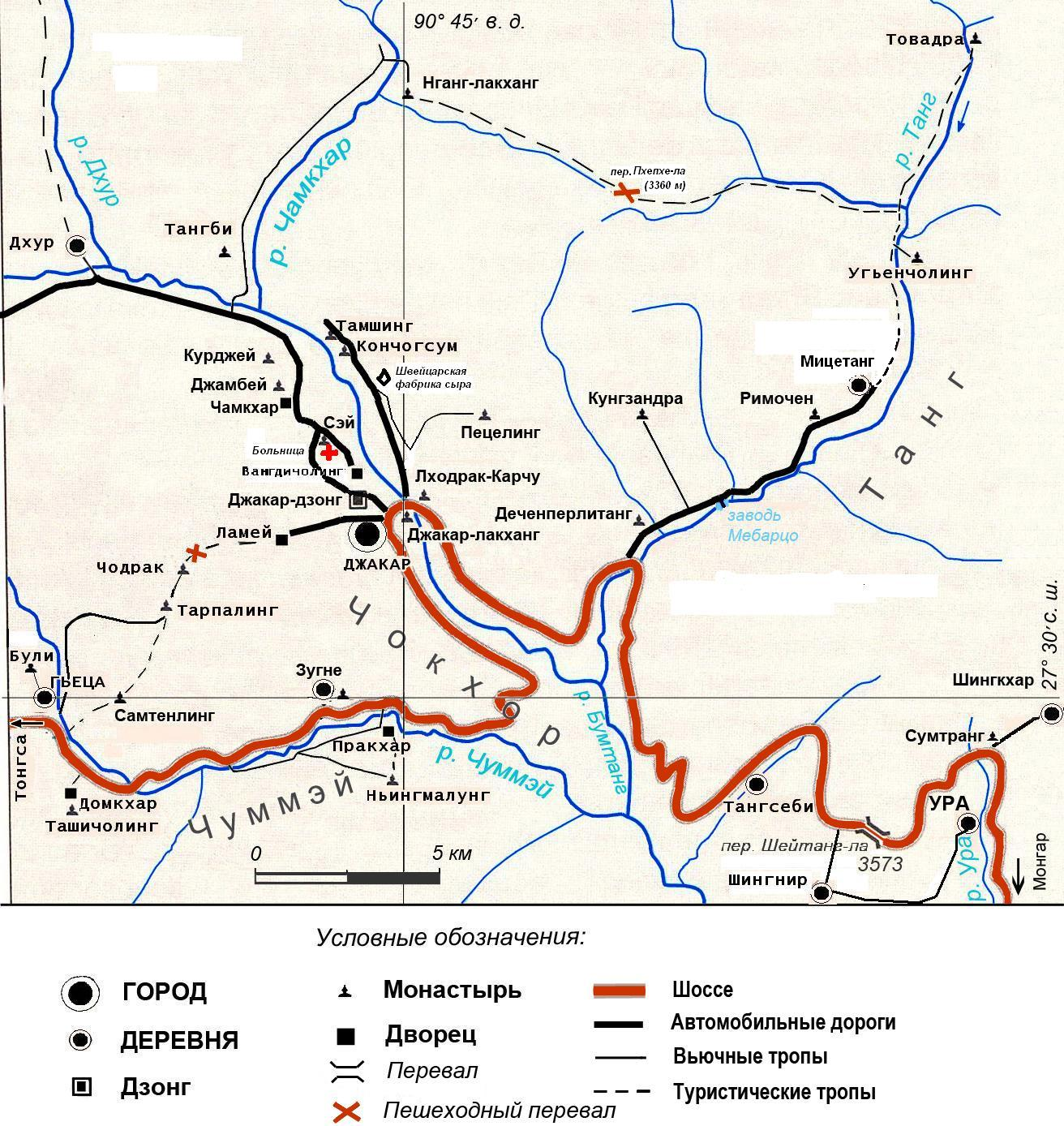
Карта центральной части Бумтанга

Джакар-дзонг — крепость-монастырь (дзонг) в дзонгхаге Бумтанг, центральный Бутан. С давних времён Джакар-дзонг являлся столицей исторической провинции Бумтанг.
Джакар-дзонг расположен на гребне горы над городом Джакар в долине Чокхор в Бумтанге. На его месте раньше был маленький монастырь, основанный в 1549 году ламой по имени Нгаги Вангчук (1517—1554), прадедом основателя Бутана Шабдрунга.
По легенде, когда группа лам во главе с Нгаги Вангчуком странствовала в поисках места для нового монастыря, большая белая птица постоянно летала над ними, прежде чем сесть на вершину одного холма. Это было воспринято как благоприятный знак, и монастырь был основан на этом холме. В 1667 году на месте монастыря был заложен современный дзонг, название которого переводится как «Крепость белой птицы».
Джакар-дзонг был единожды перестраиваем, будучи сильно повреждённым землетрясением 1897 года. Он является одним из самых больших и впечатляющих дзонгов в Бутане, и в нём размещаются административные и монастырские службы Бумтанга. Длина его стен составляет примерно 1,5 км. Для публичных посещений в крепости открыт лишь внутренний двор.